# Blue Jeans (singel Lany Del Rey)
Blue Jeans – singel amerykańskiej piosenkarki Lany Del Rey, wydany 6 kwietnia 2012 roku nakładem wytwórni fonograficznych Interscope oraz Polydor. Singel został wydany w celach promujących album Born to Die, który na rynku ukazał się 30 stycznia 2012 roku. 
Kompozycja została napisana przez Daniela Heatha oraz samą wokalistkę.
Określono go jako reprezentującego m.in. gatunki chamber pop, alternative pop i dream pop.

## Listy utworów i formaty singla
Remixes 1
1. „Blue Jeans” (Remastered)
2. „Blue Jeans” (Gesaffelstein Remix)
3. „Blue Jeans” (Odd Future's the Internet Mix)
4. „Blue Jeans” (Dev Hynes Remix)

Remixes 2
1. „Blue Jeans” (feat. Azealia Banks) (Smims & Belle Remix)
2. „Blue Jeans” (Gesaffelstein Remix)
3. „Blue Jeans” (Remix Artist Collective Mix)
4. „Blue Jeans” (Club Clique's Nothing Is Real Remix)
5. „Blue Jeans” (Kris Menace Remix)
6. „Blue Jeans” (Penguin Prison Remix)

12" Vinyl
1. „Blue Jeans”
2. „Carmen”

Promo CD
1. „Blue Jeans” (Radio Edit)
2. „Blue Jeans” (Album Version)

## Pozycje na listach
| Lista przebojów                  | Pozycja |
| -------------------------------- | ------- |
| Francja (SNEP)                   | 16      |
| Szwajcaria (Schweizer Hitparade) | 39      |
| Belgia (Ultratop 50)             | 6       |

## Certyfikaty i sprzedaż
| Kraj                     | Certyfikat         | Sprzedaż   |
| ------------------------ | ------------------ | ---------- |
| Kanada (MC)              | złota płyta        | 40 000+    |
| Stany Zjednoczone (RIAA) | 2x platynowa płyta | 2 000 000+ |
| Wielka Brytania (BPI)    | złota płyta        | 400 000+   |
| Włochy (FIMI)            | złota płyta        | 15 000+    |